# حكومة توفيق أبو الهدى الحادية عشرة
حكومة توفيق أبو الهدى الحادية عشرة هي الحكومة التاسعة والعشرون من حكومات المملكة الأردنية الهاشمية. شكّل توفيق أبو الهدى الحكومة في 4 مايو عام 1954م، في عهد ملك الأردن الحسين بن طلال. وقد حلّت الحكومة في 21 أكتوبر 1954.

## قائمة الوزراء
| التسلسل | الاسم                     | المهام الوزارية                        |
| ------- | ------------------------- | -------------------------------------- |
| 1       | دولة السيد توفيق ابوالهدى | رئيسا للوزراء                          |
| 2       | السيد خلوصي الخيري        | وزير للاقتصاد والانشاء والتعمير        |
| 3       | السيد انسطاس حنانيا       | وزير للتجارة                           |
| 4       | السيد عبدالرحمن خليفه     | وزير للمالية وقائما باعمال قاضي القضاة |
| 5       | السيد هاشم الجيوسي        | وزير للداخلية                          |
| 6       | السيد احمد محمود الطراونه | وزير للمواصلات                         |
| 7       | الدكتور جميل التوتنجي     | وزير للصحة والشؤون الاجتماعية          |
| 8       | السيد انور نسيبه          | وزير للدفاع والمعارف                   |
| 9       | السيد سابا العكشه         | وزير للعدلية                           |
| 10      | السيد جمال طوقان          | وزير للخارجية                          |
| 11      | السيد وصفي ميرزا          | وزير للزراعة                           |